# Joseph Peroteaux
Joseph Peroteaux (* 8. Januar 1883 in Nantes; † 23. April 1967 in Paris) war ein französischer Florettfechter.

## Erfolge
Joseph Peroteaux erreichte bei den Olympischen Spielen 1924 in Paris mit der Mannschaft ungeschlagen die Finalrunde, in der die französische Equipe ebenfalls beide Partien gewann und vor Belgien und Ungarn den ersten Platz belegte. Gemeinsam mit Philippe Cattiau, Jacques Coutrot, Roger Ducret, Lucien Gaudin, Henri Jobier, André Labatut und Guy de Luget wurde er somit Olympiasieger.